# Hömlőc
Hömlőc település Ukrajnában, a Beregszászi járásban.

## Fekvése
Nagyszőlőstől délkeletre, a Hömlöc-hegy nyugati oldalán, Feketeardó és Szőlősgyula közt fekvő település.

## Nevének eredete
Nevét a közelében fekvő hasonló nevű hegyről kapta, melynek jelentése Hömlöc=hirtelen emelkedő hegycsúcs.

## Története
A község az úrbéri rendezés során alakult ki.
Nevét 1773-ban említették először, ekkor még csak mint praediumot, Hlumec, Homlóc, Hömlöc neveken.
Egy 1874 évi adat szerint Feketeardó község határából szakadt ki.
Az 1910-es népszámláláskor 314 lakosa volt, ebből 20 magyar, 11 német, 277 ruszin volt, melyből 5 római katolikus, 293 görögkatolikus, 5 református, 11 izraelita volt.
A trianoni békeszerződés előtt Ugocsa vármegye Tiszántúli járásához tartozott.